# Serra da Sagra
A Sagra é uma serra e um pico isolado situados ao norte da província de Granada, entre os municípios de Huéscar e Puebla de Don Fadrique. É o ponto mais alto da Cordilheira Subbética e do altiplano granadino; sua altitude é de {2 383 m na sua parte mais elevada (apresenta dois cumes).
É formada por calcários, margas e gredas estratificadas que podem ser vistas perto dos cumes, como camadas de grande espessura e dureza, bem como por profundos desfiladeiros e barrancos que atravessam os flancos. É fruto da Orogenia alpina que atuou sobre os sedimentos da zona há 25 milhões de anos. Em seu topo pode-se encontrar fósseis desta época geológica, especialmente conchas de animais marinhos (amêijoas, outros bivalves e similares).
Suas encostas, bastante íngremes, são cobertas de pinheiros grossos até a metade; na encosta oeste existe uma trilha florestal usada pelos moradores, visitantes e escaladores para ter acesso ao topo.

## Ligações Externas
- www.sierradelasagra.com